# Nummela normalbaslinje

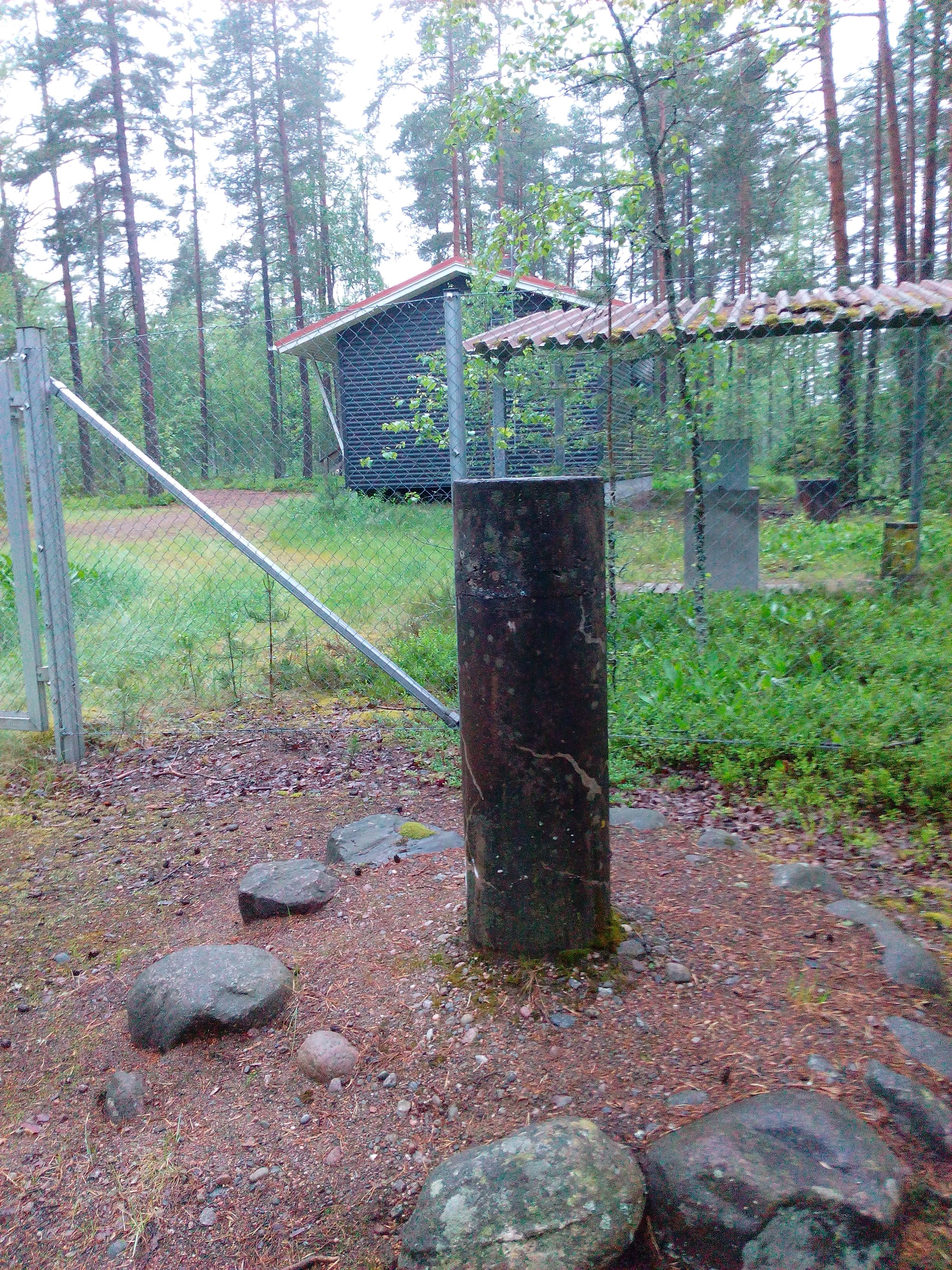
Foto av en av pelarna i standardbaslinjen i Nummelanharju (Vichtis kommun).

Nummela normalbaslinje är en baslinje som används för att kalibrera avståndsmätare. Den är belägen  i Finland i kommunen Vichtis, Nummelanharju (en rullstensås) där den byggdes 1932.
En slingrande ås av skiktat grus och sand valdes som plats för mätningar eftersom temperaturvariationer orsakar mycket små förskjutningar i marken där riktmärkena är placerade. Mätinstrument som teodolit och speglar placeras sedan på dessa pelare. Det krävs noggranna preliminära mätningar, t.ex. utjämning av höjdskillnader mellan observationspelarnas referenspunkter, innan de egentliga mätningarna kan påbörjas.
1947 togs ett interferensbaserat mätsystem för vitt ljus i bruk. Det har utvecklats av Yrjö Väisälä. Innan dess definierades baslinjen av kvartsgjord mätstav, som användes för att kalibrera 24 meter lång invar-tråd. Standard baslinjelängd är invar-tråd multiplicerad med 36, vilket är 864 meter.
Uppmätt numeriskt värde för 2007 års standardbaslinje är 864 122,86 millimeter ±0,002 mm till ±0,007 mm osäkerhet. 864 122,86 mm ≈ 864 m. Tidigare använd kvartsstav hade 0,1 mm avvikelse från 1 meter – avsedd längd – och det togs hänsyn till vid nya mått. På grund av noggrannheten var jordens krökning tvungen att ta hänsyn till när baslinjen byggdes: mittpunkten 432 m är 14,6 mm lägre än noll & 864 -punkter. (Fig 17 i ref "144")